# Carex firmior
Carex firmior là một loài thực vật có hoa trong họ Cói. Loài này được (Norman) Holmb. mô tả khoa học đầu tiên năm 1929.